# Kadra Sâfa
Kadra Sâfa ist ein 1913 gedrehter deutscher Stummfilm von Stellan Rye mit der österreichischen Tänzerin Grete Wiesenthal in der Titelrolle.

## Handlung
Die Geschichte spielt im Orient des Jahres 1860. Zur Zeit der Christenverfolgung durch die Moslems hat sich die Drusin Kadra Sâfa, Tochter eines mächtigen Scheichs, in den deutschen Mineningenieur Dr. Warden verliebt. Dieser ist jedoch ein Christ. Somit liegt in dieser Liaison eine außerordentlich große Sprengkraft. Scheich Beschir Schenah ist nicht gewillt, diese von ihm als Verirrung und Schande angesehene Verbindung zu dulden. Mit aller Macht versucht er das Paar auseinanderzubringen. Als beide sich im Bereich einer großen Schleuse aufhalten, schließt der Scheich das unglückliche Liebespaar ein, öffnet die Schleuse und lässt alles fluten. Vereint sterben Kadra Sâfa und Dr. Warden den Ertrinkungstod, als die hereinbrausenden Wassermassen sie regelrecht überrollen.

## Produktionsnotizen
Kadra Sâfa wurde 1913 im Bioscop-Atelier von Neubabelsberg und in der Mark Brandenburg (Außenaufnahmen) gedreht. Der Vierakter passierte im Januar 1914 die Filmzensur, wurde mit Jugendverbot belegt und am 13. Januar 1914 im Rahmen einer Pressevorführung erstmals vorgestellt.
Für diesen „orientalischen“ Abenteuer- und Liebesfilm wurden keine Kosten und Mühen gescheut. Die Bauten stammten aus der Hand von Robert A. Dietrich, der in Neubabelsberg eine komplette „orientalische Straße“ errichtete, die noch bis nach dem Ersten Weltkrieg stand und diversen anderen Filmen (wie z. B. Max Obals gleich im Anschluss an diesen Film gedrehte Sängerdramolett Die Löwenbraut) als Kulisse diente. Max Tilke zeichnete für den Entwurf der umfangreichen Kostüme verantwortlich.
Bei dem Drehbuchautor “D. J. Rector” (= Direktor) handelt es sich um niemand anderen als den Direktor der Produktionsfirma Deutsche Bioscop, Erich Zeiske.

## Kritik
„In den Kammer-Lichtspielen erschien gestern Grete Wiesenthal zum zweiten Male im Film. (…) Obgleich ihrer anmutigen Kunst nun Mittel für den Ausdruck von Sinnlichkeit und Hingabe zur Verfügung stehen, wirkte sie durch ihre Tänze und den Reiz ihrer Erscheinung sehr stark. Auch sonst boten Darstellung und Inszenierung sehr eindrucksvolle Bilder; die Szenen in der orientalischen Stadt Neubabelsberg und in der Wüste auf märkischem Boden sind Meisterstücke moderner Filmregie und bestätigen den Vorrang der Bioskop-Gesellschaft.“